# Papirus 137
Papirus 137 (według numeracji Gregory-Aland), oznaczany symbolem {\displaystyle {\mathfrak {P}}^{137},} znany także jako Papirus Oxyrhynchus 5345 – grecki rękopis Nowego Testamentu pisany na papirusie, w formie kodeksu. Paleograficznie datowany jest na II wiek lub III wiek. Zawiera fragment Ewangelii Marka. Znaleziony został w Oksyrynchos, w Egipcie, tekst został opublikowany w 2018 roku. Jest wykorzystywany w krytycznych wydaniach greckiego Nowego Testamentu.

## Opis
Zachowały się fragmenty jednej karty kodeksu. Według rekonstrukcji oryginalna karta kodeksu miała rozmiar 9,4 na 12 cm. Format ten stosują nieliczne rękopisy. Tekst był pisany jedną kolumną na stronę, 28 linijek tekstu na stronę, około 28 liter w linijce. Litery są małe, proste, o wysokości 2-3 milimetrów. Litera ipsylon wystaje poniżej dolnej linii, litera phi poniżej dolnej i powyżej górnej. Pozostałe litery mieszczą się pomiędzy obu liniami. Litery epsilon i sigma są wąskie, gamma, delta, mi, ni, tau, ipsylon i phi są szerokie. Litery gamma, mi, ni, ipsylon i phi mają półszeryfy u dołu, kappa u góry, natomiast iota u dołu i góry. Pionowe i ukośne linie liter są grubsze niż poziome. Skryba stara się kaligrafować, ale nie jest w tym konsekwentny, litery alfa i sigma uzyskują różne kształty. Skryba nie stosuje punktacji, raz zastosował dierezę nad literą ipsylon.
Nomina sacra zapisywane są skrótami (ΠΝΙ).
Zachowany tekst zawiera następujące fragmenty Ewangelii Marka 1,7-9; 1,16-18. Jest dopiero drugim rękopisem Ewangelii Marka znalezionym w Oksyrynchos. Tym pierwszym jest Kodeks 069 z V wieku. Po odkryciu stał się najstarszym znanym rękopisem Ewangelii Marka (przedtem był nim Chester Beatty I).

## Tekst
Wydawcy rękopisu porównali jego tekst z tekstem 28 wydania Nestle-Alanda Novum Testamentum Graece (NA28).
W Mk 1,2 zamiast την οδον σου (drogę twoją) przekazuje τας οδους (drogi), w czym jest zgodny z Kodeksem Efrema, 011, 055, 064, 0104, 0130, 0233, 733, 807, 954, 2517, 2538 i lekcjonarzem 950. 28 wydanie Nestle-Alanda (NA28) stosuje wariant την οδον σου.
W Mk 1,8 zamiast εν πνευματι (w duchu) przekazuje πνευματι (duchu, duchem), w czym jest zgodny z Kodeksem Watykańskim, Regius, niektórymi rękopisami starołacińskimi i Wulgatą. NA28 stosuje wariant εν πνευματι i jest zgodne z większością rękopisów.
W Mk 1,17 fragment pomija ο Ιησους (Jezus), w czym jest zgodny z Beratinus i minuskułem 1194. Wariant uważany jest za błędny, powstał prawdopodobnie w ten sposób, że Jezus pisane skrótem i z poprzedzającym go rodzajnikiem jest identyczny z trzema ostatnimi literami poprzedniego wyrazu. Wariant ten został odnotowany w wydaniu Sodena, natomiast aparat krytyczny NA28 nie uwzględnia tego wariantu.

## Historia rękopisu
Znaleziony został w Oksyrynchos przez Grenfella i Hunta na przełomie XIX i XX wieku. Opublikowany został dopiero w 2018 roku. W końcu 2011 roku Scott Carroll podał na Twitterze, że Papirus Rylandsa 457 nie jest już najstarszym rękopisem Nowego Testamentu . Na początku 2012 roku Daniel Wallace ogłosił, że odkryto fragment Ewangelii Marka z końca I wieku. Informacja ta obiegła media społecznościowe, a Wallace został poproszony, by nie zabierał głosu do chwili publikacji fragmentu. W 2018 roku, po publikacji, Wallace przeprosił za swoją naiwność i podanie fałszywych informacji. Stwierdził, że sam rękopisu nie badał, a zaufał źródłom, których nie zweryfikował . Dirk Obbink i Daniela Colomo odatowali rękopis na koniec II lub początek III wieku. INTF datuje rękopis na II lub III wiek.
Papirus wciągnięty został na listę papirusowych rękopisów Nowego Testamentu prowadzonej przez Institut für neutestamentliche Textforschung (INTF). Skatalogowany został pod numerem 137. Wykorzystany został w Editio Critica Maior.
Rękopis przechowywany jest w Sackler Library (P.Oxy. 5345) w Oksfordzie.